# 高口恭行
高口恭行（正確には髙口恭行。たかぐち やすゆき（僧侶としては"きょうぎょう"）1940年6月13日 - )は、大阪にある浄土宗寺院一心寺の長老。工学博士。大阪を代表する建築家の一人であったが、現在は引退。元奈良女子大学家政学部教授。長男は現住職の高口恭典（元獣医）。次男は早稲田大学教授の高口洋人。三男は俳優の高口真寤。

## プロフィール
- 兵庫県神戸市出身。1940年6月13日生まれ。
- 大倉酒造研究所（現：月桂冠総合研究所）の初代所長を務めた濱崎秀は母方の祖父に当たる。
- 商社に勤める父親に伴い、5歳までを上海で過ごす。終戦と共に引き揚げ。
- 中高は甲陽学院中学校・高等学校。
- 1963年[1]京都大学工学部建築学科卒業。西山卯三研究室に配属。
- 1966年京都大学助手、1975年奈良女子大学家政学部住居学科助教授に就任。1987年同学部教授。
- 1980年より設計事務所、造家建築研究所を主宰。
- 2003年関西建築家大賞を受賞

## 建築作品および活動
- 一心寺信徒会館 日想殿 (1977)
- 一心寺庫裏 望無亭 (1977)
- 山添村コミュニティ装置S1，Y1，Y2 (1981)
- 枚方の町家 竹尾医院 (1982)
- 一心寺単信庵 (1984)
- 専念寺本堂 (1984)
- 得生寺本堂 (1984)
- 妙香院 (1985)
- 百万遍知恩寺宝物館 (1987)
- 西山短期大学図書館 (1988)
- 小栗栖西方寺 (1990)
- 一心寺念彿堂 (1993)
- 小松幼稚園講堂 (1995)
- 一心寺仁王門 (1997)
- 應典院(1997)
- 一心寺三千仏堂 (2002)
- 一心寺シアター「倶楽」(2002)
  - 2002年に境内隣接地に一心寺シアター倶楽を開設。関西の小演劇界では有名な存在。「倶楽」以前には、青果市場の建物を改装した一心寺シアターがあった。
  - 一心寺シアター倶楽は地下にあるが、地上部は一心寺三千仏堂。

## 著作
- ガラスの屋根 －エッセイ「都市の縁起」(新風書房)
- 建築 －私との出会い2－（共著、彰国社）
- 第三の建築家（真鍋恒博との共著、彰国社）
- 都市の生活空間―フィールドノート（上田篤らとの共著、日本放送出版協会）